# 40-es busz (Dunaújváros)
A dunaújvárosi 40-es jelzésű autóbusz a Békeváros, Bagolyvár - Hajnal utca - Kertváros - Autóbusz-állomás - Vasmű út - Római körút - Bocskai utca - Kertváros - Hajnal utca - Békeváros, Bagolyvár útvonalon közlekedik körjáratként. A járatot a Volánbusz üzemelteti.

## Közlekedése
Mindennap 30 percenként közlekedik. Vásári napokon a járatok 6:55 és 11:55 óra között a Vasmű Igazgatóságot is érintik.

## Útvonala
| Békeváros, Bagolyvár → Hajnal utca → Kertváros → Autóbusz-állomás → Vasmű út → Római körút → Bocskai utca → Kertváros → Hajnal utca → Békeváros, Bagolyvár |
| --- |
| Békeváros, Bagolyvár – Bagolyvár utca – Béke körút – Baracsi út – Hajnal utca – Tavasz utca – Győzelem utca – Baracsi út – Dózsa György út – Szórád Márton út – Építők útja – Vasmű út – Apáczai Csere János út – Martinovics Ignác utca – Római körút – Apáczai Csere János út – Bercsényi Miklós utca – Bocskai István utca – Dózsa György út – Baracsi út – Hajnal utca – Tavasz utca – Győzelem utca – Baracsi út – Béke körút – Hunyadi János utca – Bagolyvár utca – Békeváros, Bagolyvár |

## Megállóhelyei
| 0  | 0  | Békeváros, Bagolyvár         |                                                                 | |
| 3  | 3  | PROFI Üzletház               | 11, 28, 44, 45                                                  | Arany János Általános Iskola, Napsugár Óvoda |
| 5  | 5  | Béke körút                   | 11, 28, 44, 45                                                  | INTERSPAR Áruház, Bóbita Óvoda, Százszorszép Óvoda, Lorántffy Zsuzsanna Szakközépiskola és Szakiskola |
| 7  | 7  | Békeváros, Hajnal utca       | 11, 28, 32, 44, 45                                              | |
| 9  | 9  | Kertváros                    | 18, 32, 33, 44, 45                                              | Százszorszép Óvoda, Lorántffy Zsuzsanna Szakközépiskola és Szakiskola |
| 12 | 12 | Szórád Márton út 20.         | 2, 4, 8, 11, 18, 20, 22, 23, 24, 25, 27, 29, 32, 33, 35, 44, 45 | Dunaújváros Áruház, Dunaújvárosi Egyetem, Széchenyi István Gimnázium és Kollégium, Dunaújvárosi SZC Kereskedelmi és Vendéglátóipari Szakgimnáziuma és Szakközépiskolája, Csillagvirág Óvoda                                                     |
| 14 | 14 | Autóbusz-állomás             | 2, 4, 8, 11, 18, 20, 22, 23, 24, 25, 27, 29, 32, 33, 35, 44, 45 | Helyközi autóbusz-állomás, Fabó Éva Sportuszoda, Aquantis Wellness- és Gyógyászati Központ, Vásárcsarnok, Dunaújvárosi Egyetem, Vasvári Pál Általános Iskola                                                                                    |
| 16 | ∫  | Vasmű Igazgatóság            | 2, 3, 4, 18, 29, 35, 44                                         | Dunai Vasmű, Dunaferr Szakközép- és Szakiskola, Vásártér, Stadion, Jégcsarnok, Sportcsarnok |
| 18 | 16 | Ady Endre utca               | 2, 3, 8, 11, 18, 20, 22, 23, 24, 25, 29, 32, 33, 35, 45         | Dunaújvárosi Víz-, Csatorna- Hőszolgáltató Kft., Stadion |
| 19 | 17 | Dózsa Mozi                   | 2, 3, 8, 11, 18, 20, 22, 23, 24, 25, 29, 32, 33, 35, 45         | Városháza, Kormányablak, Szent Pantaleon Kórház, Rendelőintézet, Intercisa Múzeum, Dózsa Mozicentrum, Móricz Zsigmond Általános Iskola, Nemzeti Adó- és Vámhivatal                                                                              |
| 21 | 19 | Liszt Ferenc kert            | 2, 3, 8, 11, 18, 20, 22, 23, 24, 25, 29, 32, 33, 35, 45         | József Attila Könyvtár, Munkásművelődési Központ, Dunaferr Szakközép- és Szakiskola Villamos Tagiskola, Petőfi Sándor Általános Iskola |
| 23 | 21 | Közgazdasági Szakközépiskola | 3, 11, 18, 24, 33, 35, 45                                       | Gárdonyi Géza Általános Iskola, Dunaújvárosi SZC Rudas Közgazdasági Szakgimnáziuma és Kollégiuma, Intercisa, római kori katonaváros, kőtár és romkert, Móra Ferenc Általános Iskola és Egységes Gyógypedgógiai Módszertani Intézmény, Víztorony |
| 24 | 22 | Domanovszky tér              | 3, 11, 18, 24, 33, 35, 45                                       | Móra Ferenc Általános Iskola és Egységes Gyógypedgógiai Módszertani Intézmény |
| 27 | 25 | Szilágyi Erzsébet Iskola     | 4, 18, 33, 44, 45                                               | Dunaújvárosi SZC Hild József Szakgimnáziuma, Szakközépiskolája és Szakiskolája, Aprók Háza Tagóvoda, Szilágyi Erzsébet Általános Iskola és Szakiskola                                                                                           |
| 29 | 27 | Bocskai utca                 | 4, 18, 33, 44, 45                                               | Dunaújvárosi Egyetem Semmelweis Kollégium, Kádár-völgyi Sportcentrum |
| 31 | 29 | Kertváros                    | 18, 32, 33, 44, 45                                              | Százszorszép Óvoda, Lorántffy Zsuzsanna Szakközépiskola és Szakiskola |
| 33 | 31 | Békeváros, Hajnal utca       | 11, 28, 32, 44, 45                                              | |
| 35 | 33 | Béke körút                   | 11, 28, 44, 45                                                  | INTERSPAR Áruház, Bóbita Óvoda, Százszorszép Óvoda, Lorántffy Zsuzsanna Szakközépiskola és Szakiskola |
| 37 | 35 | PROFI Üzletház               | 11, 28, 44, 45                                                  | Arany János Általános Iskola, Napsugár Óvoda |
| 40 | 38 | Békeváros, Bagolyvár         | 11, 28, 45                                                      | |